# Ta Prohm
Ta Prohm (kmerski za "Predak Brahma") je veliki kmerski budistički hram, smješten 1 km istočno od Angkor Thoma u Angkoru, Kambodža. Izgradio ga je kralj Jayavarman VII. u 12. stoljeću kao svetište i školu mahajana budizma. Poput obližnjeg Preah Khana, i ovaj hram je uvelike neobnovljen s velikim brojem drveća i druge vegetacije koji rastu između njegovih ruševina. Čak što više, njegova fotogeničnost prekrasnog spoja biljaka i ruševina su ga načinile jednim od najposjećenijih hramova Angkora.

## Povijest
Nakon što je zasjeo na prijestolje Kmerskog carstva, Jayavarman VII. je otpočeo opsežan program javne izgradnje u kojemu je hram Ta Prohm bio jedna od prvih izvedenih građevina. Izvorno se zvao Rajavihara ("Kraljevski hram"), a posvećen je 1186. godine, što znamo po komemorativnoj steli u hramu, na kojoj je zabilježeno kako je hram bio dom za više od 12.500 stanovnika (uključujući 18 visokih svećenika i 615 plesača) i 80.000 u njegovoj okolici koji su opsluživali hram. Hram je bio posvećen kraljevskoj obitelji, a jedno od glavnih prikaza, Prajnaparamita (budistički koncept "Usavršenja mudrosti"), je oblikovan kao portret kraljeve majke, a bodisatva samilosti, Lokesvara, kao portret njegovog oca. Sjeverni i južni staelitski hramovi kompleksa u trećem obzidu du bili posvećeni kraljevom guruu i njegovom starijem bratu, te je zajedno s hramom Preah Khanom iz 1191. godine činio budistički samostanski kompleks.
Hram je proširivan sve do konca 13. stoljeća, kada je zbog anti-budističke politike napušten. Od 1992. godine, Ta Prohm je, kao dio Angkora, na popisu svjetske baštine UNESCO-a.

## Odlike
Hram je tipični "plošni" kmerski hram (za razliku od piramidalnih humaka poput Angkor Wata) s pet kvadratičnih obzida odvojenih dvorištima i rovovima sa svetištem u sredini. Vanjski obzid kompleksa Preah Khan se sastoji od kamenog zida od laterita, promjera 1000 x 750 metara koji je okružen rovom, unutar kojeg se nalazilo naselje. Na središtu ovih zidina nalazili su se monumentalni portali (gopure) na koje su u 13. stioljeću dodani velika lica, poput onih u hramu Bayon. Ostala tri obzida imaju galerije s kutovima orijentiranima prema kutnim tornjevima unutarnjeg svetišta.
Između obzida nalaze se brojni obrasle građevine od kojih su najreprezentativnije tzv. "knjižnice" na jugoistočnim kutovima prvog i trećeg obzida, te satelitski hramovi na sjevernoj i južnoj strani trećeg obzida, "Dvoranom pesača" između gopura trećeg i četvrtog obzida, i "Kuća vatre" istočno od istočne gopure četvrtog obzida.
U hramu nema velikih narativnih bareljefa kao u drugim velikim hramovima Angkora, većinom zato što su uništene u anti-budističkom bijesu Jayavarmana VIII. u 13. stoljeću.
- Lice Bude na jednom od gopura
- U korijenje zarasla galerija trećeg obzida
- Slavno drvo istočne gopure
- Toranj svetišta
- Jedan od izvrsnih bareljefa galerija